# Rhamphomyia freyi
Rhamphomyia freyi är en tvåvingeart som beskrevs av Bartak 1985. Rhamphomyia freyi ingår i släktet Rhamphomyia och familjen dansflugor.
Artens utbredningsområde är Italien. Inga underarter finns listade i Catalogue of Life.